# قائمة البعثات الدبلوماسية في باراغواي

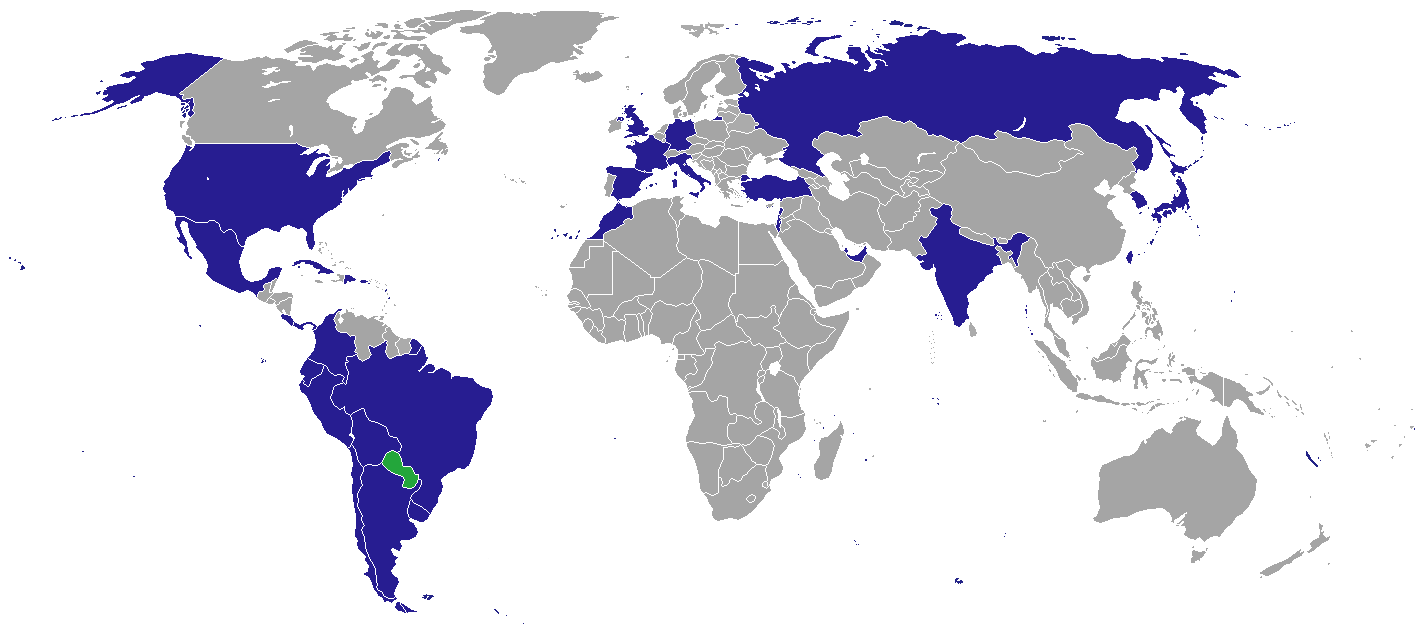
خريطة الدول مع السفارات في باراغواي

هذه قائمة البعثات الدبلوماسية في باراغواي. يوجد حاليًا 30 سفارة في العاصمة أسونسيون. وتستضيف المدن الكبرى مثل سيوداد ديل استي وانكارناسيون بعثات قنصلية. تعتمد دول أخرى سفاراتها في بوينس آيرس، الأرجنتين أو برازيليا، البرازيل، على أساس غير مقيم في باراغواي.
تستثني هذه القائمة القنصليات الفخرية والبعثات التجارية والمعاهد الثقافية.

## البعثات الدبلوماسية فيأسونسيون

### بعثات أو وفود أخرى
- الاتحاد الأوروبي (وفد)[1]

## البعثات القنصلية

### سيوداد ديل استي
- الأرجنتين (قنصلية)
- البرازيل (قنصلية عامة)
- جمهورية الصين (تايوان) (قنصلية عامة)[2]

### إنكارناسيون
- الأرجنتين (قنصلية)
- البرازيل (نائب-قنصلية)
- اليابان (المكتب القنصلي)

### سالتو ديل غوايرا
- البرازيل (قنصلية)

### بيدرو خوان كاباليرو
- البرازيل (قنصلية)[3]

### كونسيبسيون
- البرازيل (نائب-قنصلية)

## السفارات غير المقيمة المعتمدة لدى باراجواي
مقيم في مونتيفيديو، أوروغواي 
| - مصر - باراغواي - ايران - سويسرا |

مقيم في مكان آخر 
| - كاراكاس (كاراكاس) - آيسلندا (واشنطن العاصمة) - سانت كيتس ونيفيس (واشنطن العاصمة) - أوغندا (واشنطن العاصمة) |

## البعثات المغلقة
| المدينة المضيفة | بلد الإرسال | مستوى المهمة | انتهى العام | Ref.  |
| --------------- | ----------- | ------------ | ----------- | ----- |
| أسونسيون        | اسرائيل     | السفارة      | 2018        | [ 6 ] |

## روابط خارجية
- قائمة السفارات
- قائمة القناصل